# Веслування на байдарках і каное на літніх Олімпійських іграх 1936
Змагання з веслування на байдарках і каное в програмі літніх Олімпійських ігор 1936 включають в себе лише спринтерські гонки. 

## Медальний залік
| Місце               | Країна               | Золото | Срібло | Бронза | Загалом |
| ------------------- | -------------------- | ------ | ------ | ------ | ------- |
| 1                   | Австрія (AUT)        | 3      | 3      | 1      | 7       |
| 2                   | Німеччина (GER)      | 2      | 3      | 2      | 7       |
| 3                   | Чехословаччина (TCH) | 2      | 1      | 0      | 3       |
| 4                   | Канада (CAN)         | 1      | 1      | 1      | 3       |
| 5                   | Швеція (SWE)         | 1      | 0      | 1      | 2       |
| 6                   | Франція (FRA)        | 0      | 1      | 0      | 1       |
| 7                   | Нідерланди (NED)     | 0      | 0      | 3      | 3       |
| 8                   | США (USA)            | 0      | 0      | 1      | 1       |
| Загалом (8 збірних) | Загалом (8 збірних)  | 9      | 9      | 9      | 27      |

## Результати
| Дисципліна                          | Золото                                                  | Срібло                                       | Бронза                                           |
| ----------------------------------- | ------------------------------------------------------- | -------------------------------------------- | ------------------------------------------------ |
| Каное-одиночки, 1000 м              | Френк Аміот (CAN)                                       | Богуслав Карлік (TCH)                        | Еріх Кощик (GER)                                 |
| Каное-двійки, 1000 м                | Чехословаччина (TCH) Ян Брзак-Фелікс Владімір Сироватка | Австрія (AUT) Руперт Вайнштабль Карл Пройсль | Канада (CAN) Френк Сакер Гарві Чартерс           |
| Каное-двійки, 10000 м               | Чехословаччина (TCH) Вацлав Моттл Зденек Шкрланд        | Канада (CAN) Френк Сакер Гарві Чартерс       | Австрія (AUT) Руперт Вайнштабль Карл Пройсль     |
| Байдарки-одиночки, 1000 м           | Грегор Градецький (AUT)                                 | Гельмут Каммерер (GER)                       | Яп Краєр (NED)                                   |
| Байдарки-одиночки, 10000 м          | Ернст Кребс (GER)                                       | Фріц Ландертінгер (AUT)                      | Ернест Рідель (USA)                              |
| Байдарки-одиночки розбірні, 10000 м | Грегор Градецький (AUT)                                 | Анрі Ебергард (FRA)                          | Ксавер Гьорманн (GER)                            |
| Байдарки-двійки, 1000 м             | Австрія (AUT) Адольф Кайнц Альфонс Дорфнер              | Німеччина (GER) Евальд Тількер Фріц Бондруа  | Нідерланди (NED) Ніколас Тейтс Вім ван дер Крофт |
| Байдарки-двійки, 10000 м            | Німеччина (GER) Пауль Веверс Людвіг Ланден              | Австрія (AUT) Віктор Каліш Карл Штайнгубер   | Швеція (SWE) Таге Фальборг Гельґе Ларссон        |
| Байдарки-двійки розбірні, 10000 м   | Швеція (SWE) Ерік Бладстрем Свен Юганссон               | Німеччина (GER) Еріх Ганіш Віллі Горн        | Нідерланди (NED) Піт Вейдекоп Кес Вейдекоп       |